# Игнатий (Григорьев)
Епи́скоп Игна́тий (в миру Илья́ Никола́евич Григо́рьев; 13 июля 1967, село Хормалы, Ибресинский район, Чувашская АССР) — архиерей Русской православной церкви на покое, бывший епископ Гурьевский, викарий Кемеровской епархии.

## Биография
Родился 13 июля 1967 года в селе Хормалы Ибресинского района Чувашской АССР в многодетной семье священника Николая Григорьевича Григорьева. По национальности — чуваш.
Нёс послушание алтарника в храме апостола Иоанна Богослова села Каменка Пильнинского района Нижегородской области, где последние годы своей жизни служил его отец.
В 1985—1987 годы проходил службу в рядах Советской армии. После демобилизации продолжил нести послушание алтарника и чтеца в том же храме.
По благословению митрополита Нижегородского и Арзамасского Николая (Кутепова) в 1988 году поступил в Ленинградскую духовную семинарию, которую окончил в 1991 году. В том же году поступил в Ленинградскую духовную академию, которую окончил в 1996 году. В 1997 году защитил дипломную работу на кафедре Основного богословия на тему «Проблема соотношения веры и знания в разработке Петра Евгеньевича Астафьева».
Будучи студентом СПбДА, был приглашен чувашской общиной года Ульяновска быть приходским священником в храме Сошествия Святого Духа на апостолов, основанном просветителем чувашского народа Иваном Яковлевичем Яковлевым.
28 августа 1992 года епископом Проклом (Хазовым) рукоположен в сан диакона. 29 августа того же года рукоположен в сан пресвитера и назначен на должность настоятеля храма Сошествия Святого Духа на Апостолов города Ульяновска. Совершал богослужения в этом храме на церковно-славянском и чувашском языках.
По окончании СПбДА поступил на экономический факультет Санкт-Петербургского технического университета, который окончил в 2000 году.
19 марта 1999 года архиепископом Проклом (Хазовым) пострижен в монашество с наречением имени Игнатий в честь святителя Игнатия (Брянчанинова).
23 августа 2012 года на епархиальном собрание духовенства Симбирской епархии избран членом епархиального суда.
22 декабря 2014 года митрополитом Симбирским и Новоспасским Феофаном (Ашурковым) назначен на должность настоятеля Князь-Владимирского храма Ульяновска с сохранением ранее возложенных послушаний. Игумену Игнатию поручалось основать на территории храмового комплекса мужской монастырь.
13 июля 2015 года в связи с назначением митрополита Феофана на Казанскую кафедру переехал в Казань. 20 июля 2015 года назначен на должность наместника Архиерейского подворья в честь священномученика Кирилла Казанского города Казани. В том же году назначен благочинным третьего городского округа Казанской епархии.
В 2016 года назначен председателем сектора по пастырскому окормлению чувашского населения Казанской епархии.
7 апреля 2017 года в Благовещенском соборе Казанского кремля митрополитом Казанским и Татарстанским Феофаном (Ашурковым) бы возведён а сан архимандрита.
30 мая 2019 года решением Священного Синода избран епископом Чистопольским и Нижнекамским.
13 июня 2019 года в Тронном зале Храма Христа Спасителя в Москве состоялось его наречение во епископа.
7 июля того же года в соборе Рождества Пресвятой Богородицы Коневского монастыря, состоялась его епископская хиротония, которую возглавил Патриарх Кирилл.
13 апреля 2021 года решением Священного синода РПЦ назначен епископом Гурьевским, викарием Кемеровской епархии.
25 августа 2022 года решением Священного синода РПЦ почислен на покой по состоянию здоровья с местом пребывания в Москве.
Распоряжением Патриарха Московского и всея Руси Кирилла от 25.11.2022 года благословляется совершение богослужений в храме Знамения иконы Божией Матери в Аксиньине по согласованию с настоятелем.. В середине 2024 г. по благословению священноначалия переведен из Знаменского храма в Свято-Троице-Сергиеву Лавру для проживания и монашеского делания.